# Srđan Vidaković
Srđan Vidaković (* 13. Oktober 1986 in Sonta, SFR Jugoslawien) ist ein kroatischer Fußballspieler.

## Karriere
Von seinem Heimatverein FK Dinamo Sonta ging er über FK Mladost Apatin in die Jugendakademie des kroatischen Erstligisten NK Osijek. Anschließend wechselte er 2005 zum NK Grafičar Vodovod und spielte dort drei Jahre, bevor er nach Osijek zurückkehrte. Nachdem er 2014 sechs Monate bei NK Bistra unter Vertrag stand, folgte der Wechsel zum al-Seeb Club in den Oman. NK Sesvete, Kuantan FA in Malaysia, NK Metalleghe-BSI in Bosnien-Herzegowina, Alta IF in Norwegen und erneut Sesvete waren weitere Stationen des Mittelfeldspielers. Seit 2019 spielt er für den kroatischen Amateurverein NK Darda.